# 美国所得税
美国的所得税是由美国联邦政府、大部分州政府、及许多地方政府所征收的所得税。 所得税是美国联邦税中最重要的税种，此外还包括工资税、遗产及赠与税（estate and gift tax）、及数种消费税（excise tax）。在 2019 财年，联邦政府收入估约有1.7 万亿美元来自个人所得税，占联邦政府收入总收入的49%。企业所得税额约为 2160亿美元，占6%，而工资税估计将产生 1.2 万亿美元，占收入的36%。联邦政府其余收入来自消费税（3%）及其他来源（5%）。
个人和公司均需直接缴所得税。遗产和信托，则可能需为未分配的收入纳税。 合伙企业无需纳税，但其合伙人应按其合伙企业收益的份额纳税。所有美国居民和公民，应就世界范围内的收入征税，而不仅是美国（或该辖区）内的收入（不过可以使用海外收入豁免对可纳税收入进行抵扣）。另外，「工资税」（payroll tax）指社会安全保险税（FICA taxes），资金专为资助社会安全保险和联邦医疗保险。所得税税款，则流向州和联邦财政，与工资税不同。
计算所得税，需将须纳税收入 （即总收入减去扣除额等），根据税率级距计算。收入的概念涵盖广阔，包括工资、小费、资本利得等各种收入。 另有部分税收抵免（tax credits） 可以直接减少税收，某些稅收抵免可能会超出应纳税额度，以至无需纳税，或可取得退税。
美国采取报税制度，纳税个体需自我计算应纳税额并上报，但税务机关可能会根据其所掌握的事实，调整应纳税额。

## 概述
美国联邦、大多数州、及部分地方政府对应税收入净额征税。 所得税的征收对象是个人、公司、遗产和信托。 州及地方政府，对净须纳税收入的定义，大多沿用联邦定义。
联邦所得税，根据美国《国内收入法典》（“Internal Revenue. Code”）征收。联邦所得税采用累进税率，根据收入等级划分。随着收入增加，额外增加的收入部分将适用更高的税率。2018 年税改后，联邦所得税率的等级最低从 10% 到最高 37%。部分州和地方所得税采取累进税率，但其它州和地方，则对所有应税收入实行单一税率。
纳税人的税率及部分扣除额，根据申报身份不同而调整。个人的纳税身份包括：（1）单身人士、（2）已婚人士联合报税、（3）已婚人士分别报税，及（4）户主（即部分单身人士，与受抚养人共同生活，并符合其他条件）。个人缴纳的联邦所得税，对于资本收益（capital gain）和符合规定的股息收入（qualifying dividend）的税率，比其它收入更低。

### 联邦所得税术语
以下为关于美国所得税的部分术语：
- 总收入（gross income）：指从任何来源赚取、收到的所有收入。总收入包括薪金、工资、小费、退休金、服务收入、销售商品收入、其他商业收入、出售财产的收益、收到的租金、收到的利息和股息、出售农作物的收益，以及其他任何类型的收入[8]。但部分收入，如州和地方发行的债券利息，可免交联邦所得税，不计入联邦税法上的“总收入”[9]。商业收入中的销货成本（cost of good sold）也不算入总收入。
- 调整（adjustment）：从总收入扣除的部分收入、部分退休或健康储蓄计划的缴款、部分学生贷款利息、自雇税的一半等项目。调整后的总收入 称为调整后总收入（adjusted gross income, AGI）。
- 扣除（deduction）：从调整后总收入中排除的部分收入，称为扣除。包括商业支出，如租金、工资开支、折旧等。个人另外得以扣除标准扣除或列举扣除，但二者只能选其一。
  - 标准扣除 (standard deduction)：在 2020 年，对单身人士及已婚人士分别报税，标准扣除额为 $12,400 ；对已婚人士联合报税，为$24,800；对户主，为$18,650[5]。
  - 列举扣除 (itemized deductions)：部分医疗支出、州和地方税、居住房产贷款利息、灾难导致的损失、及为产生收入而支出的部分费用，得以在列举扣除中扣除，但受到许多限制。
- 应纳税收入 （taxable income）：总收入经过调整和扣除后的收入，为纳税收入。
- 资本收益 (capital gain)：对个人，资本收益可能比其他收入税率更低。资本收益包括买卖股票、债券、地产及其他类型的固定资产（capital asset）所产生的收益。
- 应纳的所得税金额：以须纳税收入，带入税率，计算出应纳的所得税金额。
- 税收优惠、税收抵免（tax credit）：税收优惠得以直接从应纳的所得税金额中，以一比一比例扣除。如 $ 2,000 的税收优惠，代表应纳税额减少 $ 2,000。
- 报税表（tax returns）：美国公司和大多数居民个人，必须通过报税表申报所得税，以便在自我评估应缴所得税税款，或申请退税。
- 罚金、罚金（penalty）：如果不按时交税、报税，可能会受到罚金及其他后果。

## 联邦个人所得税

### 税率及步骤
美国联邦所得税税率为累进制，另根据纳税身份（如单身、夫妻共同报税等），税率有所不同。2020 年，所得税税率在 10% 至 37%之间。
联邦个人所得税申报，分为以下几大步骤：
- 确定个人“总收入” (Gross Income) 。
- 从总收入中，减去个人的“调整项目” (adjustments)，剩余为“调整后收入” (Adjusted Gross Income，简称 AGI)。
- 从调整后收入中，减去扣除 (deductions) ，剩余为“须纳税收入” (Taxable Income)。
  - 扣除额类别包括：（1）标准扣除 (standard deduction)，及（2）列举扣除 (itemized deductions)。
- 以须纳税收入，带入税率，计算出应纳的所得税金额。
- 从应纳的所得税金额，减去税收抵免（tax credit）及已支付税额，如如 W2 的薪资预扣。
- 最后金额就是欠款的税，或是 IRS 要退回的金额。